# Parasomnie
Parasomnie představují skupinu různých nepřirozených stavů, které doprovázejí spánek, nebo jsou na něj vázány. Objevují se v jeho průběhu nebo při probouzení. Na rozdíl od dyssomnie nezahrnují parasomnie poruchy, které se týkají množství, kvality nebo časování spánku (jako například nespavost, hypersomnie apod.).

## Charakteristika
Některé tyto poruchy jsou vázány na REM spánek, jiné na fáze NREM. Pro parasomnie je typická pohybová aktivita ve stavu změněného vědomí, vnímání a úsudku, často s doprovodným citovým zabarvením (například agresivita). Parasomnie mohou vést k závažným úrazům a mohou vést k narušení spánku postiženého i jeho ložnicového partnera.
Parasomnie mohou být primárně psychogenní (tedy způsobeny psychickými vlivy) i organické. V dětství souvisí častěji s vývojem dítěte, v dospělosti pak bývají častější emoční faktory vzniku poruchy. Mezi psychogenní parasomnie patří například noční děsy, noční můry či náměsíčnost.

## Mezinárodní klasifikace ICSD
1. Poruchy probouzení – vznikají především v hlubokém spánku NREM, při jeho nedokonalém přerušení
  1. spánková opilost
  2. somnambulismus (náměsíčnictví)
  3. noční děs
2. Poruchy přechodu spánek – bdění – spánek
  1. poruchy s rytmickými pohyby při usínání
  2. hypnagogický záškub
  3. somnilokvie (mluvení ze spaní)
  4. noční křeče dolních končetin
3. Parasomnie při REM spánku
  1. noční můra
  2. spánková obrna
  3. problémy s penilní erekcí, bolestivé erekce ve spánku
  4. srdeční zástava během REM spánku
  5. porucha s abnormálním chováním v REM spánku
4. Ostatní parasomnie různorodá skupina
  1. bruxismus (skřípání zubů)
  2. noční pomočování
  3. porucha polykání během spánku
  4. paroxyzmální noční dystonie (spíše je hodnocena jako parciální epilepsie)
  5. syndrom náhlého a nevysvětlitelného úmrtí během spánku
  6. primární chrápání
  7. spánkové apnoe u dítěte
  8. kongenitální centrální hypoventilační syndrom
  9. syndrom náhlého dětského úmrtí a benigní novorozenecký myoklonus ve spánku[1]